# نوک‌آباد (کوه‌سفید)
نوک‌آباد روستایی در دهستان کوه سفید بخش مرکزی شهرستان خاش استان سیستان و بلوچستان ایران است.

## جمعیت
بر پایه سرشماری عمومی نفوس و مسکن در سال ۱۳۹۵ جمعیت این مکان ۲۲۶ نفر (۵۵خانوار) بوده‌است.